# Arina Rodionovna
Arina Rodionovna (en russe : Ари́на Родио́новна), née et décédée à Saint-Pétersbourg (10 avril 1758 (21 avril dans le calendrier grégorien) — 31 juillet 1828 (12 août dans le calendrier grégorien)) est une serve, appartenant à la famille d'Abraham Hanibal, bonne d'enfant d'Alexandre Pouchkine et nourrice de sa sœur ainée Olga Pouchkina. Toute sa vie, Pouchkine a gardé une attitude de tendresse, d'amour à son égard qu'il a traduit dans ses vers et dans ses lettres, en y faisant de fréquentes allusions.

## Biographie

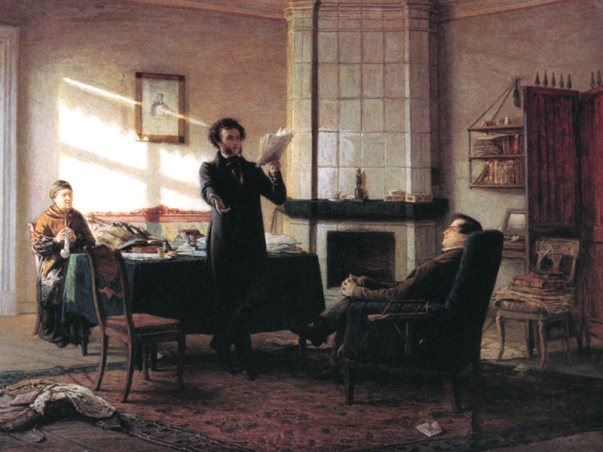
Tableau de Nikolaï Gay, А. S. Pouchkine dans le village de Mikhaïlovskoïe.

Elle naît le 10 avril 1758 (21 avril dans le calendrier grégorien) dans le district de Koporski (gouvernement de Saint-Pétersbourg). Sa mère, Loukeria Kirillova, et son père Rodion Iakovlev (1728-1768), sont serfs paysans et ont sept enfants. Arina était son prénom familier tandis que son nom officiel était Irina ou Irinia.
Certains auteurs ont émis l'hypothèse suivant laquelle Arina Rodionovna était d'origine ingrienne ou, « tchoukhna ». Selon d'autres, elle aurait des origines biélorusses. Enfant, elle est inscrite comme serve d'un lieutenant du Régiment Semionovsky, le comte Fiodor Apraskine (1733-1789).
En 1759, Abraham Hanibal, arrière-grand-père maternel de Pouchkine, achète au comte Fiodor Apraksine un domaine avec les serfs qui y sont attachés. En 1781, Arina épouse un paysan du nom de Fiodor Matveev (1756-1801), et est autorisée à s'installer avec son mari à Orbino, à proximité de Gatchina. Après son mariage, elle devient serve du grand-père du poète Ossip Abramovitch Hanibal. Elle est ensuite nourrice de Nadejda Ossipovna Pouchkina, puis des enfants de cette dernière Olga, Alexandre, et Lev.
En 1792, la grand-mère de Pouchkine, Maria Alekseevna Hanibal, la prend comme nounou pour garder les enfants de son neveu Alekseï, le fils de son frère Mikhaïl. En 1795, Maria Alekseevna lui offre une isba privative à Kobrino pour la remercier de ses services. Après la naissance en 1797 de la sœur ainée de Pouchkine, Olga, elle entre dans la famille Pouchkine comme bonne, en même temps qu'Ouliana Iakovlevna. 
En 1807, la famille Hanibal revend la propriété et les serfs près de Gatchina dans le Gouvernement de Saint-Pétersbourg et va s'installer dans le gouvernement de Pskov, dans le district d'Opotchetski à Mikhaïlovskoïe. Arina est attachée au propriétaire, mais pas à la propriété, et elle est donc exclue de la vente, ce qui lui vaut de suivre ses maîtres dans le Gouvernement de Pskov. En 1824—1826, au cours de la fin de l'exil du poète, elle vit à Mikhaïlovskoïe. C'est à cette serve, devenue vieille que Pouchkine, mais aussi d'autres poètes tels Nikolaï Iazykov, ont consacré des vers. Dans leurs lettres à Pouchkine, les amis du poète lui adressaient leurs salutations. 
En 1818, après la mort de la grand-mère Maria Alekseevna Hanibal, la famille Pouchkine vit à Saint-Pétersbourg, mais l'été elle s'installe au domaine de Mikhaïlovskoïe. Arina Rodionovna a partagé entre 1824 et 1826 un lien privilégié avec le poète dans le domaine familial où il vit en exil. Pouchkine écoute ses récits, écrit les paroles des chansons populaires dont elle connaît les textes. Par reconnaissance le poète s'inspire d'elle comme modèle pour le rôle de la bonne de Tatiana dans Eugène Onéguine. Elle lui sert aussi de modèle pour la bonne de Ksénia dans Boris Godounov, pour la bonne de la princesse dans La Roussalka.
Pouchkine rencontre pour la dernière fois Arina le 14 septembre 1827. Dix mois plus tard, le 31 juillet 1828, Arina, « la bonne amie de ma pauvre jeunesse » décède à 70 ans après une courte maladie à Saint-Pétersbourg dans la maison d'Olga, la sœur ainée du poète. Elle est enterrée au cimetière de Smolensk, dans la ville de Saint-Pétersbourg. Sa tombe a aujourd'hui disparu, mais une plaque commémorative a été apposée.

## Hommages
- Avec le soutien de l'humoriste russe Mikhaïl Zadornov, trois monuments ont été érigés à Arina Rodionovna - le premier en 2008, au parc Etnomir dans l'oblast de Kalouga, le deuxième en septembre 2009 à Bolchoïe Boldino dans l'oblast de Nijni Novgorod et le troisième en mai 2010 au village Voskresenskoïe dans l'oblast de Léningrad[4],[5],[6].
- En 2009 à l'occasion de la commémoration du 200e anniversaire de la naissance de Pouchkine, Sergueï Serioguine (ru) a réalisé un court-métrage d'animation Loukomorie. La Nounou (ru), où le personnage d'Arina Rodionovna est doublé par Natalia Kratchkovskaïa.

## Poème

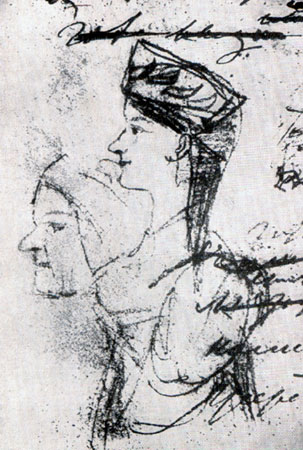
Dessin d'Alexandre Pouchkine de sa nourrice jeune et âgée (1828)

À ma nourrice

Perdue au fond des bois de pins,

Ma vieille amie, ô ma colombe,

Tu veilles, lorsque le soir tombe

Tristement et m'attends sans fin 

À ta croisée en tricotant ;

Et tes aiguilles attardées

Ralentissent à tout instant

Entre tes vieilles mains ridées.

Ce vieux portail, il te fascine

D'où part un long et noir chemin...

Sans cesse oppriment ta poitrine

Soucis, pressentiments, chagrins.

Il t'apparaît...
— Alexandre Pouchkine, 1826

## Rodionovna Arina Matveeva
Après la publication, en 1940, d'archives sur Arina Rodionovna certains auteurs lui ont attribué le nom de Rodionovna Arina Matveeva ou encore Iakovleva, lui ajoutant ainsi un patronyme. Avant la Révolution d'Octobre les suffixes -ovitch, -evitch, -ovna, -evna, n'étaient pas attribués pour les serfs dans les documents officiels. La polémique qui continue toutefois à être alimentée dénote l'importance donnée en Russie à la personnalité du poète Pouchkine et à tout ce qui de près ou de loin a un lien avec lui.

## Crédit d'auteurs
- (ru) Cet article est partiellement ou en totalité issu de l’article de Wikipédia en russe intitulé « Арина Родионовна » (voir la liste des auteurs).